# 亞歷山大·拉平
亞歷山大·帕夫洛維奇·拉平（俄语：Алекса́ндр Па́влович Ла́пин，羅馬化：Alexander Pavlovich Lapin，1964年1月1日—），俄羅斯軍事領導人，陸軍上將，2017年11月22日起任中央軍區總司令。
自2022年起，他一直指揮駐烏克蘭的俄羅斯軍隊中央軍區集團軍。2023年1月10日，亞歷山大·帕夫洛維奇·拉平上校被任命为俄罗斯武装部队地面部队参谋长。据了解，这名军官最近几个月是副总参谋长，直到10月底还在指挥中央作战集团。

## 生平
拉平於1964年1月1日出生於一個工人家庭。高中畢業後，其於1981年至1982年就讀於喀山化工學院。他從1982年到1984年在蘇聯國土防空軍服役。服完兵役後其就讀喀山高級坦克指揮學校直到1988年畢業。拉平於1997年畢業於裝甲部隊軍事學院，2009年畢業於俄羅斯總參謀部軍事學院，2020年又在俄羅斯總參謀部軍事學院最高統帥部課程畢業。
拉平已婚，有一子傑尼斯·亞歷山德羅維奇·拉平（生於1986年），他於2022年成為近衛第2摩托化步兵師第1近衛坦克團的中校和指揮官。

## 事蹟
1988年畢業後，拉平先後在列寧格勒軍區、北方艦隊和北高加索军区沿海部隊任坦克排和坦克連長。1997年在马利诺夫斯基装甲兵学院畢業後，他在北高加索軍區第58近卫合成集团军中擔任一個獨立坦克營營長。1999年起任第19摩托化步兵師第429摩托步團參謀長、團長，曾參與第二次車臣戰爭。2001年到2003年，任第20近衛摩托化步槍喀爾巴阡－柏林師的參謀長。2003年至2006年，拉平成為第205摩托化步兵哥薩克旅旅長，並晉升為少將。2006年至2007年任第20近衛摩托步兵師師長。2009年，俄罗斯联邦武装部队总参谋部军事学院毕业后，任俄羅斯陸軍第58合成軍團副司令。2012年4月至2014年7月任第20近卫合成集团军司令。2014年，拉平被授予中將軍銜。2014年至2017年任東部軍區第一副司令兼參謀長。
2017年，拉平參與俄羅斯在敘利亞內戰的軍事介入，成為俄羅斯駐敘利亞部隊的參謀長。2017年9月至11月任俄羅斯聯邦軍隊綜合軍事學院陸軍軍事教育和科學中心院長。2017年11月22日，根據俄羅斯聯邦總統令，拉平被任命為中央軍區司令。2017年11月27日，拉平被授予中央軍區司令勳章。2019年2月，被授予上將軍銜。2018年10月至2019年1月，拉平成為俄羅斯駐敘利亞部隊的司令。
2022年俄羅斯入侵烏克蘭期間，拉平指揮中央軍區軍團。2022年6月24日，俄羅斯國防部宣布，拉平指揮的中央軍區軍團參與利西昌斯克戰役。7月4日，俄羅斯總統弗拉基米爾·普京授予拉平俄羅斯聯邦英雄稱號。
2022年10月1日，車臣共和國首腦拉姆贊·卡德羅夫以極其嚴厲的措辭指責拉平是俄羅斯軍隊從利曼撤退的罪魁禍首：「如果我有辦法，我會把拉平降級，剝奪他的獎項和手裡拿著機關槍，把他送到前線，用鮮血洗刷他的恥辱」，並稱拉平為「庸才」。
2023年1月上旬，有熟知俄罗斯国防部内部消息源透露，拉平已被任命为俄罗斯陆军总参谋长，并已履行职务一个多月时间。
2024年2月26日，普京签署总统命令拆分西部军区，正式重新建立列宁格勒军区和莫斯科军区，拉平被任命为列寧格勒軍區司令。

## 榮譽
- 俄羅斯聯邦英雄[2]
- 四級聖喬治勳章[2][10][11]
- 四級帶劍祖國功勳勳章[2]
- 亞歷山大·涅夫斯基勳章[2]
- 勇氣勳章[2]
- 軍功勳章[2]
- 二級祖國功勳獎章[2]
- 戰鬥卓越獎章[2]
- 敘利亞軍事行動參與者獎章[2]